# Parker (sondă spațială)
Parker Solar Probe (anterior Solar Probe, Solar Probe Plus sau Solar Probe+) este o sondă spațială dezvoltată de NASA și lansată la 12 august în 2018 cu misiunea de a face observații asupra coroanei exterioare a Soarelui. 
Acesta a folosit asistență gravitațională repetată de la Venus pentru a dezvolta o orbită excentrică, apropiindu-se la 9,86 raze solare (6,9 milioane km ) de centrul Soarelui. La cea mai mare apropiere, în 2024, viteza sa a fost de 690.000 km/h sau 191 km/s, ceea ce reprezintă 0,064% din viteza luminii. Este cel mai rapid obiect construit vreodată de oameni.
Costul proiectului este de 1,5 miliarde de dolari. Nava spațială a fost proiectată și construită de laboratorul de fizică aplicată de la Universitatea Johns Hopkins. A devenit prima navă spațială NASA numită după o persoană în viață, în onoarea fizicianului nonagenar Eugene Newman Parker, profesor emerit la Universitatea din Chicago.
Un card de memorie care conține numele a peste 1,1 milioane de oameni a fost montat pe o placă și instalat sub antena navei spațiale la 18 mai 2018. Cardul conține și fotografii cu Parker și o copie a lucrării sale științifice din 1958, care prezice importante aspecte ale fizicii solare.
La 29 octombrie 2018, la aproximativ 18:04 UTC, nava spațială a devenit cel mai apropiat obiect artificial de Soare. Recordul anterior, de 42,73 milioane de kilometri de suprafața Soarelui, a fost stabilit de nava spațială Helios 2 în aprilie 1976. La periheliul său din 27 septembrie 2023, cea mai mare apropiere a Sondei Solare Parker a fost de 7,26 milioane de kilometri, atingând din nou această distanță la 29 martie 2024.
La 24 decembrie 2024, la ora 11:53 UTC, sonda s-a apropiat cel mai mult de Soare, ajungând la o distanță de 6,1 milioane km de suprafață. Semnalul său a fost recepționat pe 26 decembrie, arătând că a supraviețuit trecerii prin corona. Telemetria detaliată a fost recepționată la 1 ianuarie 2025.

## Istoric

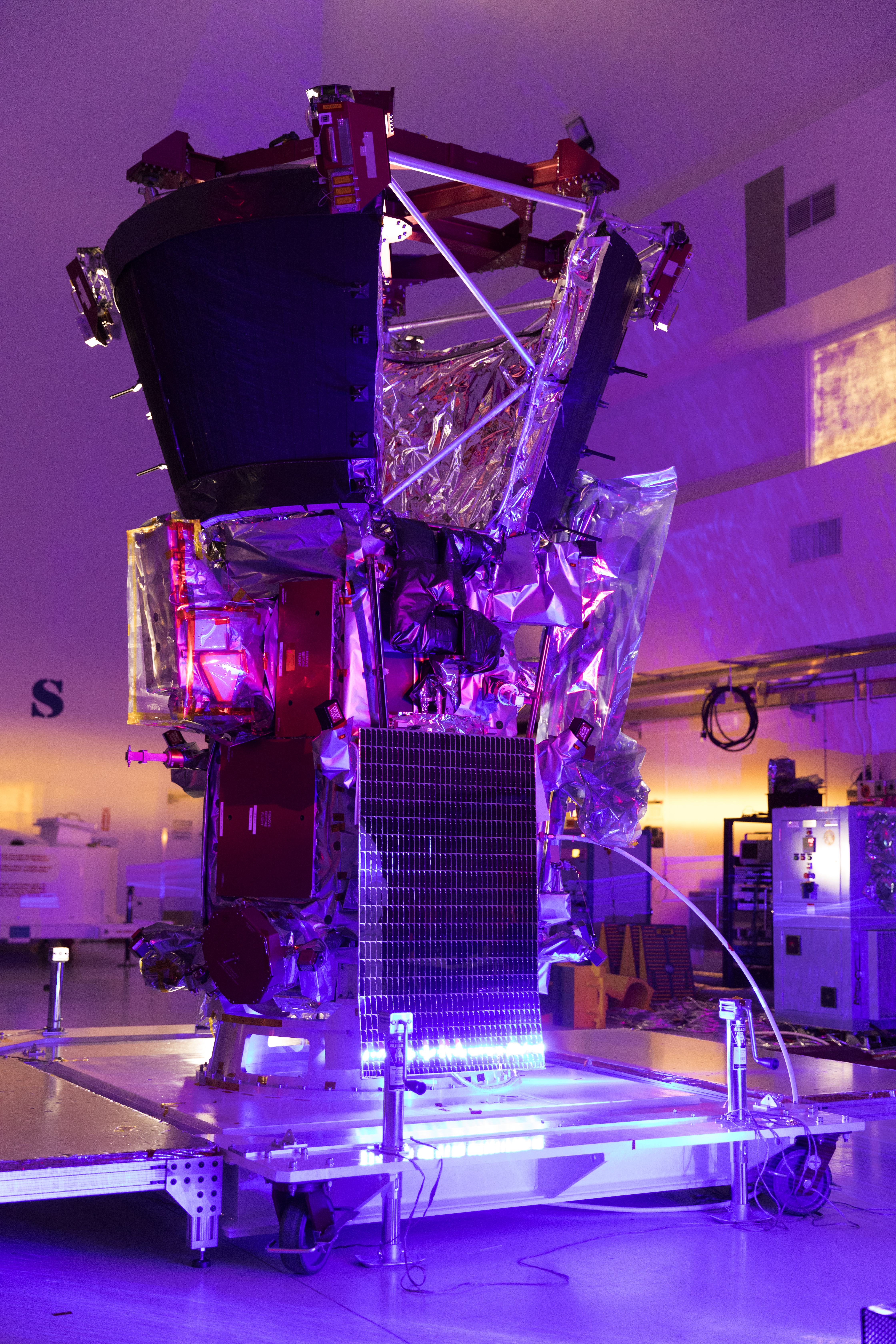
Testarea unei bare luminoase în unitatea de procesare Astrotech.

Conceptul Parker Solar Probe își are originea în raportul din 1958 al „Fields and Particles Group” (Comitetul 8 al Consiliului de Științe Spațiale al Academiei Naționale de Științe ), care a propus mai multe misiuni spațiale, inclusiv „o sondă solară care să treacă în interiorul orbitei lui Mercur pentru a studia particulele și câmpurile din vecinătatea Soarelui”. Studiile din anii 1970 și 1980 au reafirmat importanța acesteia, dar a fost întotdeauna amânată din cauza costurilor. Misiunea Solar Orbiter cu costuri reduse a fost studiată în anii 1990, iar o misiune Solar Probe a servit drept unul dintre elementele centrale ale programul Outer Planet/Solar Probe (OPSP) formulat de NASA la sfârșitul anilor 1990. Primele trei misiuni planificate ale programului au fost: Solar Orbiter, Pluto Kuiper Express și Europa Orbiter, o misiune astrobiologică concentrată pe satelitul Europa.
Designul original Solar Probe folosea o asistență gravitațională de la Jupiter pentru a intra pe o orbită polară care o cobora aproape direct spre Soare. În timp ce aceasta explora polii solari  și se apropia și mai mult de suprafață (3 R☉, un periheliu de 4 R☉), variația extremă a iradierii solare a făcut ca misiunea să fie costisitoare și necesita un generator termic cu radioizotopi pentru energie. Călătoria la Jupiter a transformat-o într-o misiune lungă (31⁄2 ani până la primul periheliu solar, 8 ani până la al doilea.
După numirea lui Sean O'Keefe ca administrator al NASA, întregul program OPSP a fost anulat ca parte a cererii președintelui George W. Bush pentru bugetul federal al Statelor Unite pentru 2003. Administratorul O'Keefe a citat necesitatea unei restructurări a NASA și a proiectelor sale, în conformitate cu dorința Administrației Bush ca NASA să se reorienteze pe „cercetare și dezvoltare și abordarea deficiențelor de management”.
Anularea programului a dus și la anularea inițială a New Horizons, misiunea care a câștigat în cele din urmă competiția de înlocuire a Pluto Kuiper Express în fostul program OPSP. Misiunea New Horizons, care va fi lansată în cele din urmă ca prima misiune a programului Noi frontiere, un succesor conceptual al programului OPSP, va trece printr-o luptă politică îndelungată pentru a i se asigura finanțare, lansarea având loc în 2006.
La începutul anilor 2010, planurile pentru misiunea Solar Probe au fost încorporate în Solar Probe Plus cu costuri mai mici. Misiunea reproiectată folosește mai multe asistențe gravitaționale ale lui Venus pentru un zbor mai direct, care poate fi alimentat de panouri solare. Are si un periheliu mai mare, reducând solicitarile asupra sistemului de protectie termică.
În mai 2017, nava spațială a fost redenumită Parker Solar Probe în onoarea astrofizicianului Eugene Newman Parker, care a inventat termenul „vânt solar”. Sonda solară a costat NASA 1,5 miliarde de dolari. Racheta de lansare a purtat o dedicație în memoria inginerului APL Andrew A. Dantzler, care a lucrat la proiect.

## Traiectorie

O animație a traiectoriei Parker Solar Probe din 7 august 2018 până la 29 august 2025:
Parker Solar Probe·
Soare·
Mercur·
Venus·
Terra
Pentru o animație mai detaliată, vedeți this video.

Designul misiunii Parker Solar Probe folosește asistență gravitațională repetă de la Venus pentru a-și reduce treptat periheliul orbital și pentru a atinge o altitudine finală (deasupra suprafeței) de aproximativ 8,5 raze solare sau aproximativ 6×106 km. Traiectoria navei spațiale include șapte survoluri ale lui Venus de-a lungul a aproape șapte ani pentru a-și micșora treptat orbita eliptică în jurul Soarelui, pentru un total de 24 de orbite. Orbita va fi eliptică pentru ca efectele mediului de radiație din apropierea Soarelui să fie minime.
Traiectoria necesită o energie mare de lansare, astfel încât sonda a fost lansată de pe un vehicul de lansare Delta IV Heavy și o treaptă superioară bazată pe motorul rachetă Star 48BV. Asistența gravitațională interplanetară va asigura o decelerare suplimentară în raport cu orbita sa heliocentrică , ceea ce va duce la un record de viteză heliocentric la periheliu. Pe măsură ce sonda trece în jurul Soarelui, aceasta va atinge o viteză de până la 200 km/s, ceea ce o va face temporar cel mai rapid obiect creat de om, de aproape trei ori mai rapid ca deținătorul recordului anterior, Helios-2. Ca orice obiect de pe o orbită, datorită gravitației, nava spațială va accelera pe măsură ce se apropie de periheliu, apoi va încetini din nou până când va atinge afeliul.

## Obiective științifice
Scopurile misiunii sunt:
- Urmărirea fluxul de energie care încălzește coroana și accelerează vântul solar.
- Determinarea structurii și dinamicii câmpurilor magnetice la sursele vântului solar.
- Determinarea ce mecanisme accelerează și transportă particulele energetice.

## Misiune

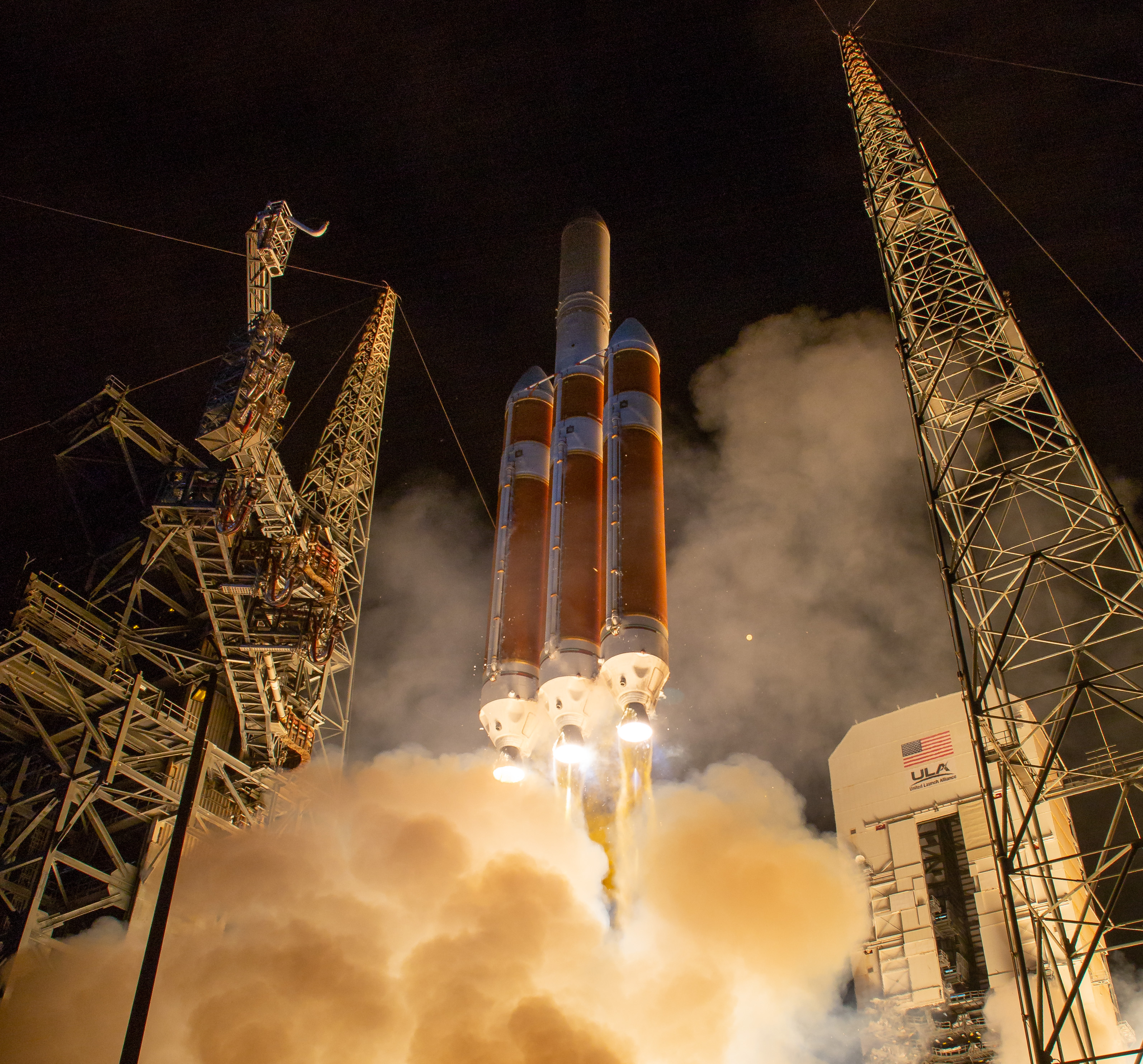
Lansarea Parker Solar Probe în 2018.

Sonda Parker Solar Probe a fost lansată la 12 august 2018, la ora 07:31 UTC. În prima săptămână în spațiu, aceasta și-a desfășurat antena, brațul magnetometrului și antenele de câmp electric. Nava spațială a efectuat prima corecție programată a traiectoriei la 20 august 2018, în timp ce se afla la 8,8 milioane de kilometri de Pământ și se deplasa cu o viteză de 63.569 km/h.
Activarea și testarea instrumentelor a început în septembrie 2018. La 9 septembrie 2018, cele două camere telescopice WISPR au efectuat cu succes un test de prima lumină, transmițând imagini cu unghi larg ale cerului de fundal spre centrul galactic.
Sonda a efectuat cu succes primul dintre cele șapte survoluri planificate ale planetei Venus la 3 octombrie 2018, unde s-a apropiat la aproximativ 2.400 de kilometri de planetă pentru a reduce viteza sondei și pentru a se apropia de Soare pe orbită.

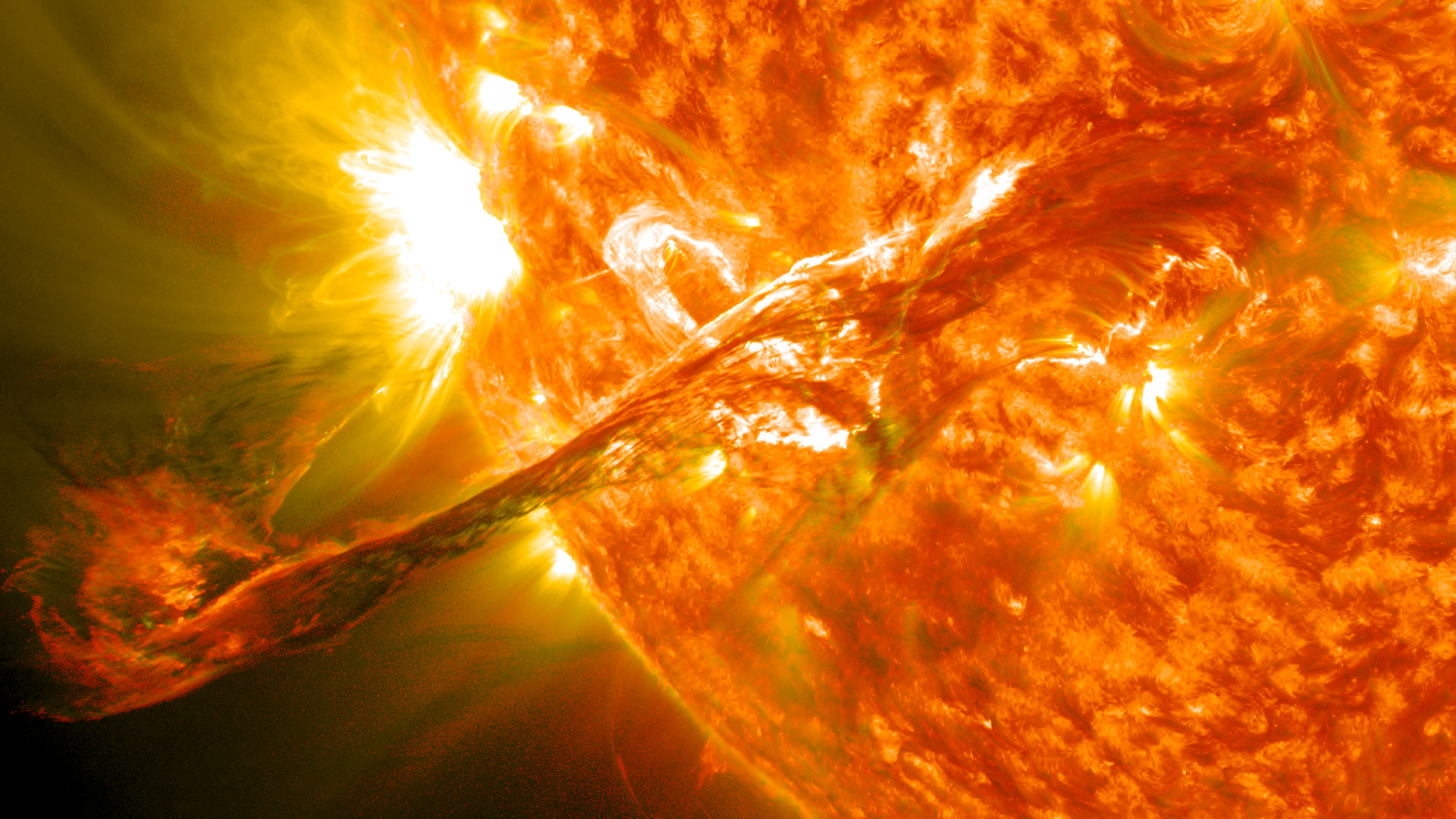
Scopul general este de a cunoaște mai bine Soarele — un corp astronomic cu un impact imens asupra Pământului și Sistemului Solar datorită eliberării luminii și a vântului solar, în plus față de gravitația sa puternică.

În cadrul fiecărei orbite a sondei solare Parker în jurul Soarelui, porțiunea aflată în raza de 0,25 AU reprezintă faza științifică, în care sonda efectuează observații în mod activ și autonom. Comunicarea cu sonda este în mare parte întreruptă în acea fază.:4 Fazele științifice se desfășoară timp de câteva zile atât înainte, cât și după fiecare periheliu. Acestea au durat 11,6 zile pentru primul periheliu și vor scădea la 9,6 zile pentru cel mai apropiat periheliu final.:8
O mare parte din restul fiecărei orbite este dedicată transmiterii datelor acumulate în faza științifică. Dar în această parte a fiecărei orbite, există încă perioade în care comunicarea nu este posibilă. În primul rând, cerința ca scutul termic al sondei să fie îndreptat către Soare pune uneori scutul termic între antenă și Pământ. În al doilea rând, chiar și atunci când sonda nu este deosebit de aproape de Soare, atunci când unghiul dintre sondă și Soare (văzut de pe Pământ) este prea mic, radiația Soarelui poate copleși legătura de comunicație.:11–14
După primul survol al planetei Venus, sonda s-a aflat pe o orbită eliptică cu o perioadă de 150 de zile (două treimi din perioada planetei Venus), făcând trei orbite, în timp ce Venus face două. După cel de-al doilea survol, perioada s-a redus la 130 de zile. După mai puțin de două orbite (doar 198 de zile mai târziu), sonda a întâlnit Venus pentru a treia oară, într-un punct mai devreme pe orbita lui Venus. Această întâlnire a redus perioada sa la jumătate din cea a lui Venus, adică la aproximativ 112,5 zile. După două orbite, s-a întâlnit a patra oară cu Venus aproximativ în același loc, scurtându-i perioada la aproximativ 102 zile. După 237 de zile, s-a întâlnit cu Venus pentru a cincea oară, iar perioada sa s-a redus la aproximativ 96 de zile. Apoi a efectuat șapte orbite, în timp ce Venus a efectuat trei. A șasea întâlnire, la aproape doi ani după a cincea, i-a redus perioada la 92 de zile. După încă cinci orbite (două orbite ale lui Venus), se va întâlni cu Venus pentru a șaptea și ultima oară, scăzându-i perioada la 88 sau 89 de zile și permițându-i să se apropie mai mult de Soare.

## Descoperiri
La 6 noiembrie 2018, Parker Solar Probe a observat primele switchback-uri magnetice – inversări bruște ale câmpului magnetic al vântului solar. Acestea au fost observate pentru prima dată de misiunea NASA-ESA Ulysses, prima navă spațială care a zburat deasupra polilor Soarelui.
La 4 decembrie 2019, au fost publicate primele patru lucrări de cercetare care descriu descoperirile din timpul primelor două apropieri ale navei spațiale de Soare. Acestea au raportat direcția și intensitatea câmpului magnetic al Soarelui și au descris schimbările neobișnuit de frecvente și de scurtă durată ale direcției câmpului magnetic al Soarelui. Aceste măsurători confirmă ipoteza că undele Alfvén sunt candidații principali pentru înțelegerea mecanismelor care stau la baza problemei încălzirii coronale. Sonda a observat aproximativ o mie de unde magnetice în atmosfera solară, care măresc instantaneu vânturile solare cu până la 480.000 km/h și, în unele cazuri, inversează complet câmpul magnetic local. De asemenea, acestea au raportat că, folosind „un fascicul de electroni care curge de-a lungul câmpului magnetic”, au putut observa că „inversările câmpului magnetic al Soarelui sunt adesea asociate cu creșteri localizate ale componentei radiale a vitezei plasmei (viteza în direcția de îndepărtare de centrul Soarelui)”. Cercetătorii au descoperit o „componentă azimutală surprinzător de mare a vitezei plasmei. Această componentă rezultă din forța cu care rotația Soarelui aruncă plasma în afara coroanei atunci când plasma este eliberată din câmpul magnetic coronal”.
Parker a descoperit dovezi ale existenței unei zone libere de praf cosmic pe o rază de 5,6 milioane de kilometri de la Soare, datorită vaporizării particulelor de praf cosmic de către radiația solară.
La 28 aprilie 2021, în timpul celui de-al optulea zbor al său pe lângă Soare, Parker Solar Probe a întâlnit condițiile magnetice și de particule specifice la 18,8 raze solare care indică faptul că a pătruns pe suprafața Alfvén; sonda a măsurat mediul plasmatic al vântului solar cu instrumentele sale FIELDS și SWEA. Acest eveniment a fost descris de NASA ca fiind „atingerea Soarelui”.
La 25 septembrie 2022, a fost făcută prima descoperire a unei comete în imaginile obținute de sonda Parker Solar Probe. Cometa poartă numele PSP-001 și a fost descoperită în imaginile din 29 mai 2022, parte a celei de-a 12-a apropieri de Soare a sondei spațiale. De la această descoperire, alte 11 comete Sungrazer au fost descoperite în imaginile realizate de Parker Solar Probe, inclusiv două comete care nu fac parte din grup.
În 2024, s-a raportat că sonda a detectat o instabilitate Kelvin-Helmholtz (KHI) în timpul unei ejecții de masă coronală observate. Este prima sondă spațială care a detectat acest eveniment teoretizat de mult timp.

Schema observatorului spațial
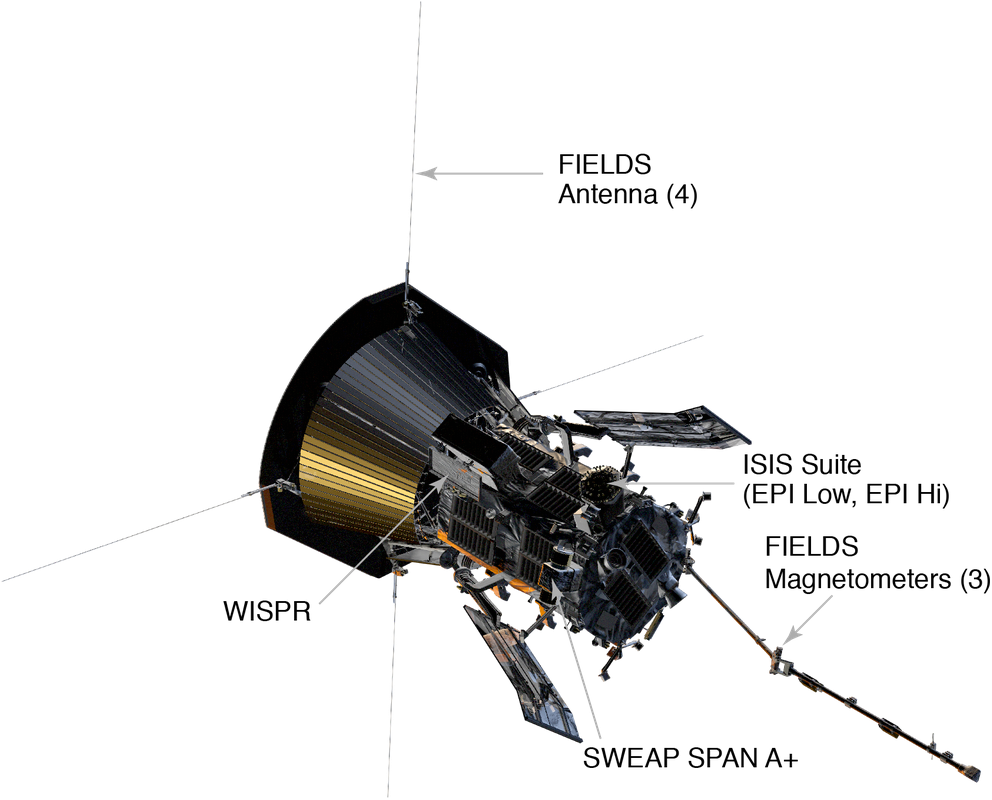
Față situată în direcția de deplasare a satelitului.
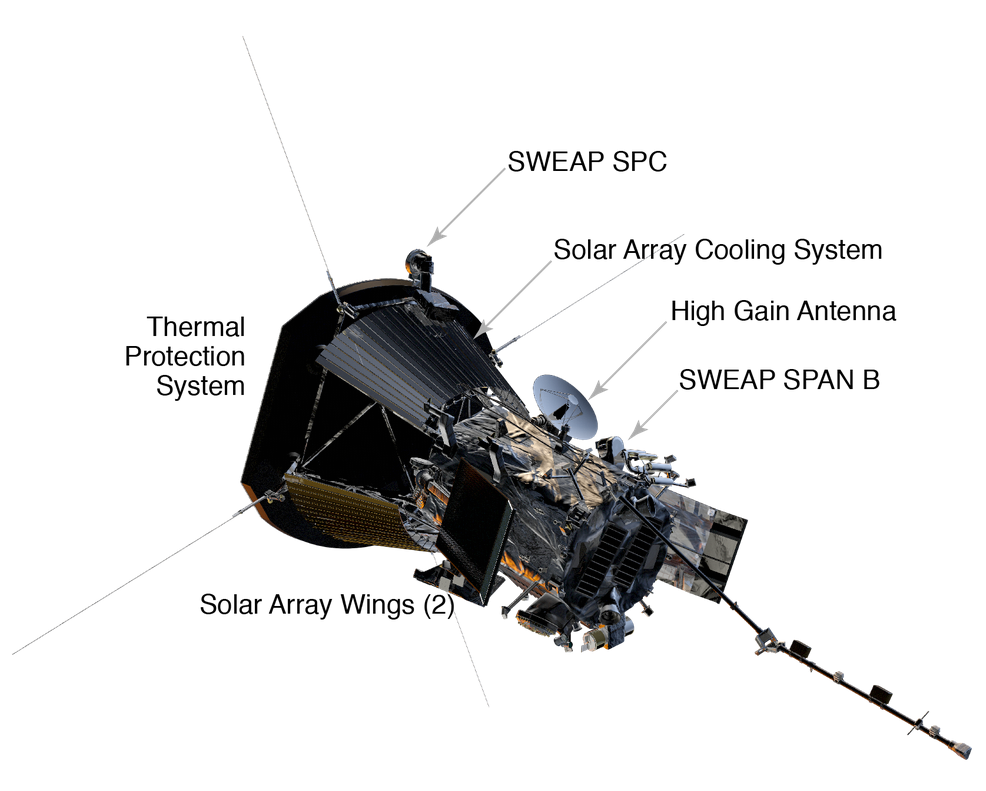
Față opusă.